# سرگرمی تعاملی برادران وارنر
سرگرمی تعاملی برادران وارنر (به انگلیسی: Warner Bros. Interactive Entertainment) یک شرکت ناشر و توسعه دهنده بازی‌های ویدئویی در آمریکای شمالی است.